# هارلمرلیده ان اسپارن‌واده
هارلمرلیده ان اسپارن‌واده (به هلندی: Haarlemmerliede en Spaarnwoude) یک شهرستان در هلند است که در هلند شمالی واقع شده‌است. هارلمرلیده ان اسپارن‌واده ۰ متر بالاتر از سطح دریا واقع شده‌است.